# Skalky (přírodní památka, okres Prostějov)
Skalky jsou přírodní památka v okrese Prostějov. Nachází se uprostřed přírodního parku Kladecko. Byla zřízena vyhláškou ONV Prostějov ze dne 1. listopadu 1990. Území spravuje Krajský úřad Olomouckého kraje. 

## Předmět ochrany
Důvodem ochrany je skalnaté návrší s původním smíšeným lesem a bohatým bylinným podrostem.

## Popis lokality
Území přírodní památky Skalky je součástí geomorfologického celku Drahanská vrchovina. Nachází se mezi obcemi Ludmírov a Ponikev v těsné blízkosti přírodní rezervace Rudka (asi 400 m SV směrem). Na malém skalnatém návrší se dochoval zbytek původního lesního porostu s převahou buku a habru. Druhově pestré je rovněž zastoupení keřového patra.
V bylinném patře najdeme řadu vzácných a chráněných rostlin, jako např. konvalinku (Convallaria majalis), kokořík vonný (Polygonatum odoratum), okrotici bílou (Cephalanthera damasonium), kruštík širolistý (Epipactis helleborine), orlíček planý (Aquilegia vulgaris), prvosenku jarní (Primula veris), hlístník hnízdák (Neottia nidus-avis), zvonek klubkatý (Campanula glomerata), zvonek okrouhlolistý (Campanula rotundifolia).

## Fotogalerie

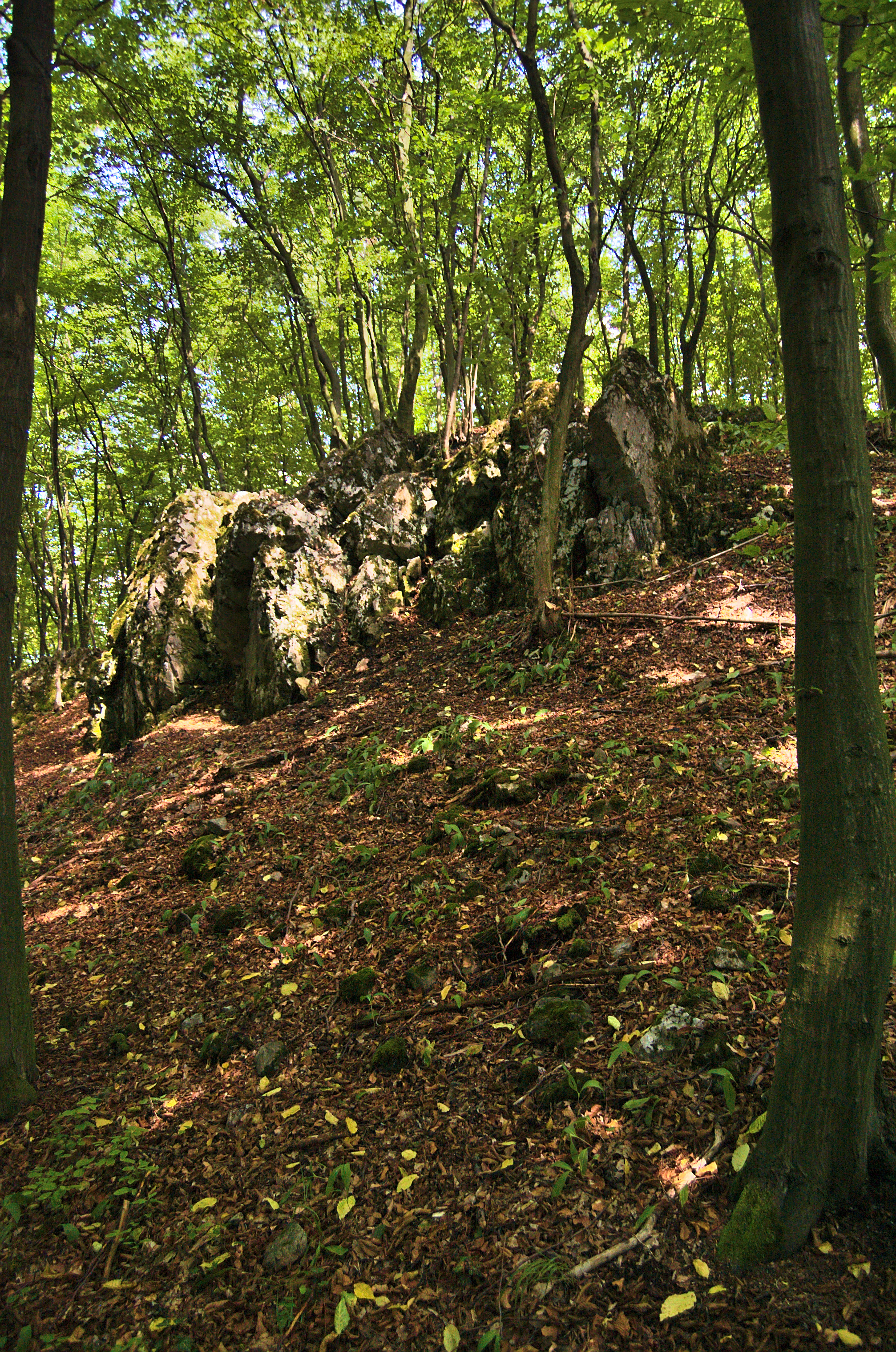
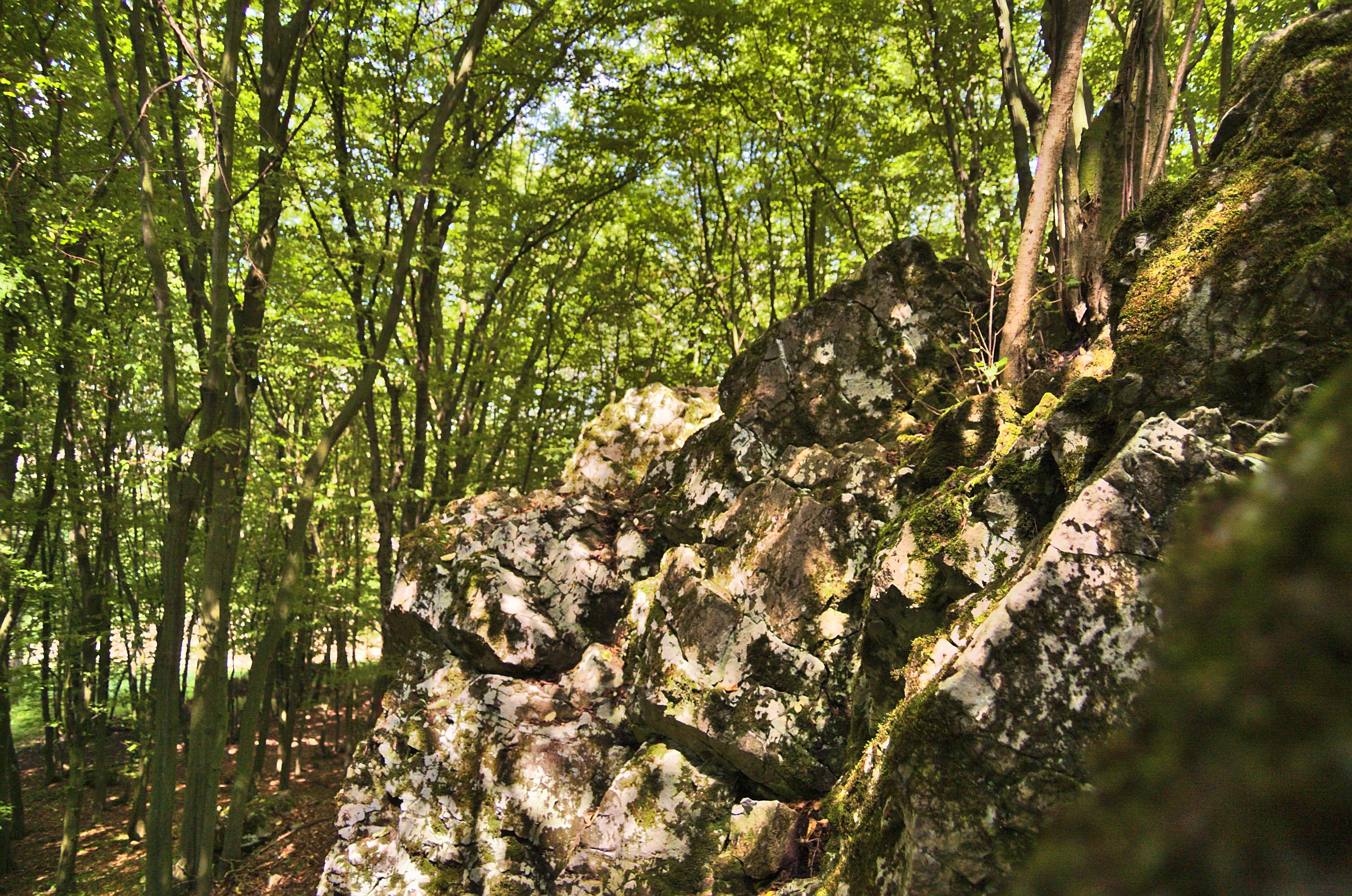
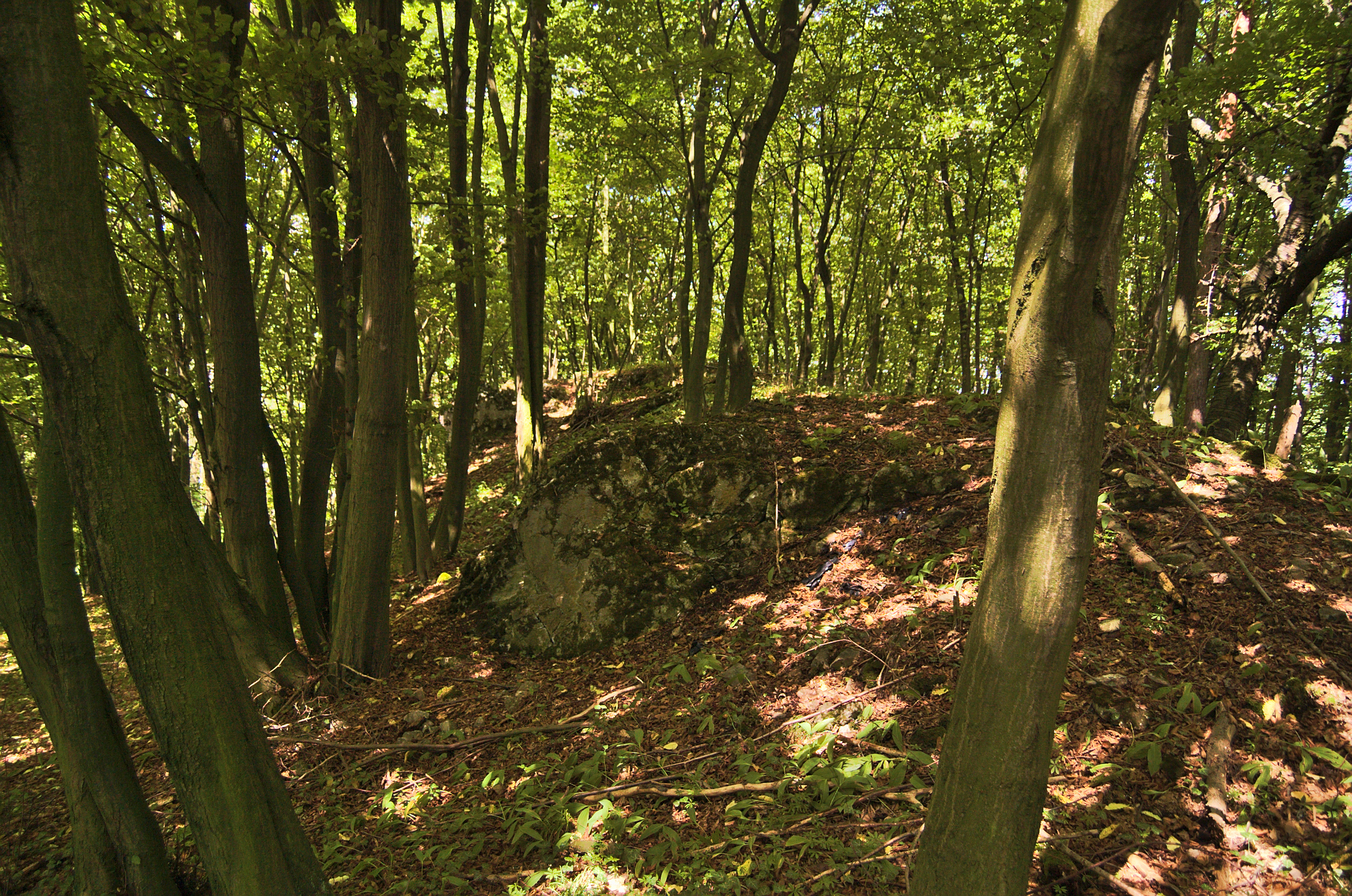
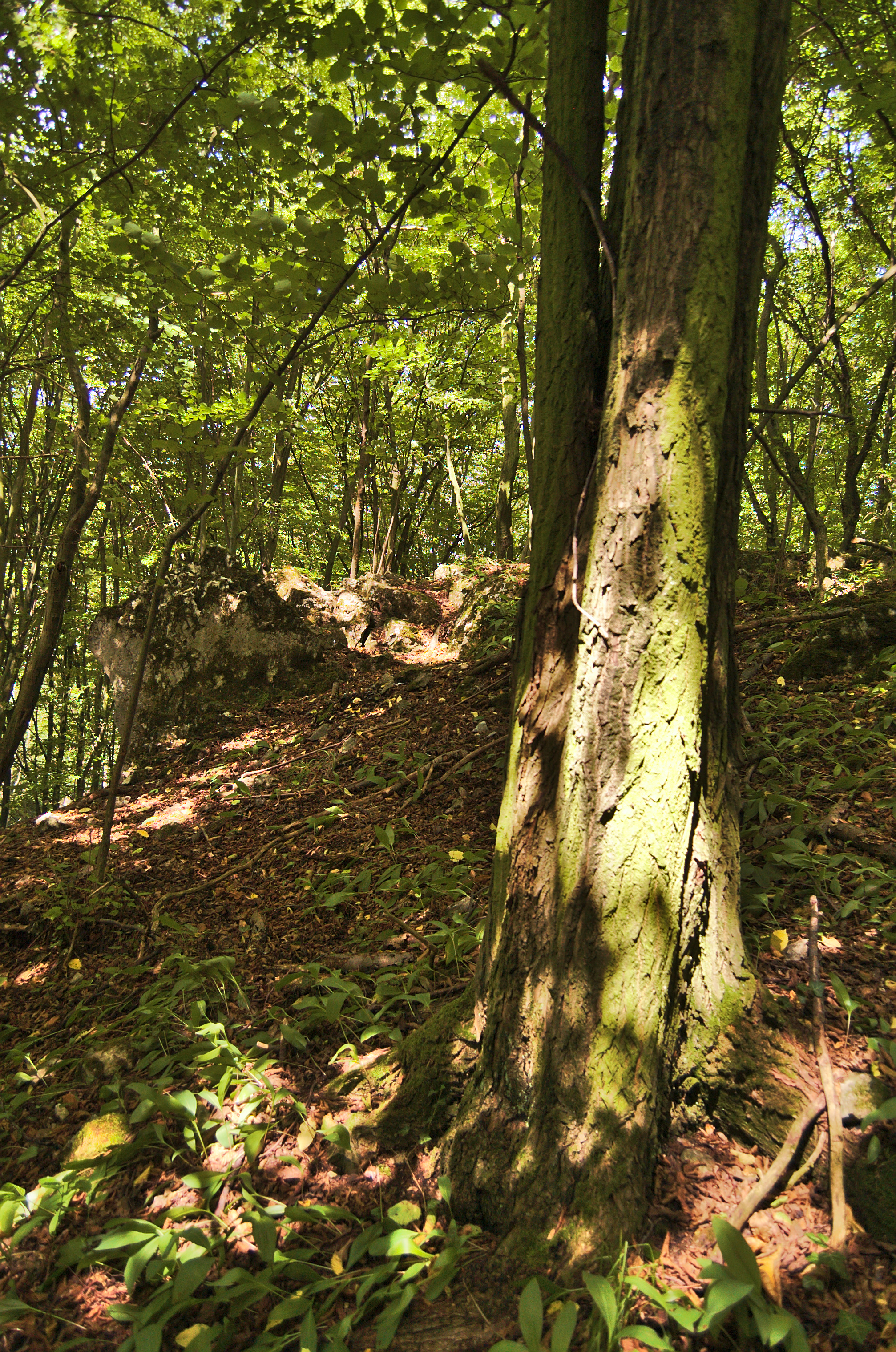